# Andrea Berti Rodrigues
Andrea Berti Rodrigues (Santos, 3 de janeiro de 1973) é uma ex-lutadora de judô brasileira. Ganhou uma medalha nos Jogos Pan-Americanos de 1995, e quatro medalhas no Campeonato Pan-Americano de Judô, entre os anos 1992 e 2001.
Em 2012, foi anunciada como parte da comissão técnica da seleção brasileira de judô para o ciclo Paris 2024, ao lado de Kiko Pereira e Sarah Menezes. Antes da convocação para a equipe técnica, Andrea treinou judocas da nova geração que foram medalhistas em Mundiais Júnior e atuarão em Paris, em 2024, como Larissa Pimenta e Beatriz Souza.

## Prêmios internacionais
| Jogos Panamericanos     | Jogos Panamericanos       | Jogos Panamericanos | Jogos Panamericanos |
| Ano                     | Lugar                     | Medalha             | Categoria           |
| ----------------------- | ------------------------- | ------------------- | ------------------- |
| 1995                    | Mar do Prata (Argentina)  | Medalha de bronze   | –48 kg              |
| Campeonato Panamericano |                           |                     |                     |
| Ano                     | Lugar                     | Medalha             | Categoria           |
| 1992                    | Hamilton (Canadá)         | Medalha de bronze   | –48 kg              |
| 1994                    | Santiago de Chile (Chile) | Medalha de bronze   | –48 kg              |
| 1997                    | Guadalajara (México)      | Medalha de prata    | –48 kg              |
| 2001                    | Córdoba (Argentina)       | Medalha de ouro     | –48 kg              |